# Chiang Mai (província)
Chiang Mai é uma província da Tailândia. Sua capital é a cidade de Chiang Mai.

## Distritos
A província está subdividida em 22 distritos (amphoes) e 2 subdistritos (king amphoes ). Os distritos e subdistritos estão por sua vez divididos em 204 comunas (tambons) e estas em 1915 povoados (moobans).

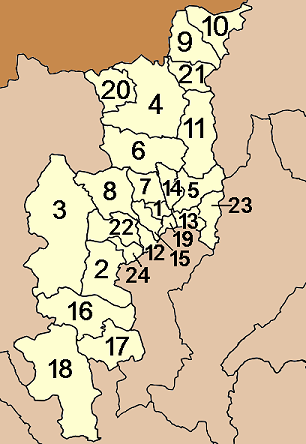
Distritos da província.

| Amphoe | | King Amphoe         |
| --- | --- | ------------------- |
| 1. Chiang Mai 2. Chom Thong 3. Mae Chaem 4. Chiang Dao 5. Doi Saket 6. Mae Taeng 7. Mae Rim 8. Samoeng 9. Fang 10. Mae Ai 11. Phrao | 1. San Pa Tong 2. San Kamphaeng 3. San Sai 4. Hang Dong 5. Hot 6. Doi Tao 7. Omkoi 8. Saraphi 9. Wiang Haeng 10. Chai Prakan 11. Mae Wang | 1. Mae On 2. Doi Lo |